# Castelnuovo Rangone
Castelnuovo Rangone – miejscowość i gmina we Włoszech, w regionie Emilia-Romania, w prowincji Modena.
Według danych na rok 2007 gminę zamieszkiwało 13 555 osób, 599 os./km².